# Didier Petit
Pour les articles homonymes, voir Petit et Didier Petit (homonymie).
Didier Petit est un violoncelliste et improvisateur français actif depuis les années 1980.
Il est le cofondateur du label In Situ et du distributeur Les Allumés du jazz.
Il est par ailleurs le directeur musical de l'Observatoire de l'Espace du Centre national d'études spatiales et de son collectif Les Voyageurs de l'Espace.

## Discographie lacunaire
- Sorcier (Léo Records)
- Déviation, solo (La Nuit transfigurée, 2000)
- Don't explain, solo (Buda, 2013)

En duo avec André Minvielle
- naviguer, le chantenbraille (In Situ, 2006)

En duo avec Terje Isungset
- Live at Vossa Jazz 2003 (Jossa Jazz Records, 2006)

Avec le quintette Wormholes
- Wormholes (Buda)

Avec NOHC
- NOHC (In Situ)[1]
- On the road (Leo Records)

Avec l'East-West collective
- The Shanghaï session (in situ, 2013)
- Humeurs (RoqueArt, 2013)

Avec Lucia Reccio et Edward Perraud
- Anthropique (in situ, 2015)

Avec Claudia Solal et Philippe Foch
- Les voyageurs de l'Espace (Buda, 2016)

- Coup de Cœur Parole Enregistrée et Documents Sonores 2017 de l’Académie Charles Cros.
Avec Guillaume Roy / Avec Guillaume Roy, Kristof Hiriart, Catherine Delaunay, Michele Rabbia, Daunik Lazro, Yaping Wang, Christiane Bopp
- À l'est du soleil / Programmes communs (In Situ, 2023)

Avec Denis Colin
- Trois (in situ, 1992)
- in situ à Banlieues bleues (Buda, 1994)
- Fluide (in situ, 1998)
- Étude de terrain (nato, 2000)
- Something in Common (nato)
- Songs for Swans (Hope Street/Nato)

Avec Alan Silva
- Take some risks (in situ, 1990)
- Desert Image (IACP)

Avec Joe Rosenberg (de)
- Resolution (Quark records, 2014)

Avec Misha Lobko
- Rituals (Leo records)

Avec Sylvain Kassap
- Boîtes (Évidence)
- Buenaventura Durruti, duo enregistré sur une seule piste (nato)

Avec Un Drame Musical Instantané
- Les bons contes font les bons amis (GRRR, 1983)
- L'homme à la caméra (GRRR, 1984)
- Opération Blow Up (GRRR, 1992)
- Overprinting, avec Jean-Jacques Birgé, Bernard Vitet et le trio Ganelin (GRRR, 2004)
- Somnambules au Triton, avec Birgé, Nicolas Clauss et Pascale Labbé (GRRR, 2006)